# Bergfelden
Bergfelden ist ein Ortsteil der Stadt Sulz am Neckar im baden-württembergischen Landkreis Rottweil.

## Geographie
Bergfelden liegt knapp fünf Kilometer östlich der Stadt Sulz am Neckar, im oberen Mühlbachtal am Fuße des Dickebergs. Der Ort liegt auf einer Höhe von 490 m ü. NN und hat ca. 1700 Einwohner (Stand 2015).

## Geschichte

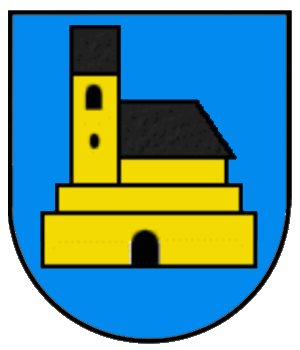
Wappen der früheren Gemeinde Bergfelden

Frühe Siedlungsspuren datieren aus dem 5. bis 3. Jahrhundert v. Chr. Die erste urkundliche Erwähnung fand 1222 statt. Schon im 14. Jahrhundert gab es eine romanische Steinkirche mit Wehrmauern. Im 16. Jahrhundert wurde dann an ihrer Stelle die spätgotische Remigiuskirche erbaut, eine Wehrkirche innerhalb der Ringmauer. Sie ist heute das dominierende Bauwerk und Wappenzeichen der Ortschaft. Im 19. Jahrhundert gab es zwei Auswanderungswellen, 1817 nach Russland und 1833 bis 1883 nach Amerika. Des Weiteren wurde in dieser Zeit die Salzgewinnung durch Sole ausgebaut, die bis 1943 bestand. Im 20. Jahrhundert gab es mehrere große Baumaßnahmen im Ort (1920 Rathaus, 1934 Milchsammelstelle, 1949 Sportplatz, 1952 Schulhaus, 1957 Bachkorrektur, 1974 Kindergarten, 1980 Kläranlage, 1982 Sporthalle).
Am 1. Januar 1972 wurde Bergfelden in die Stadt Sulz am Neckar eingemeindet.
Am 1. Januar 1973 wurde der Landkreis Horb aufgelöst, womit Bergfelden als Stadtteil von Sulz am Neckar zum Landkreis Rottweil kam.
Bei dem Wettbewerb „Unser Dorf soll schöner werden“ gewann der Ort im Jahre 1989/1990 eine Bronzemedaille und 1999/2001 im Landesentscheid eine Silbermedaille.

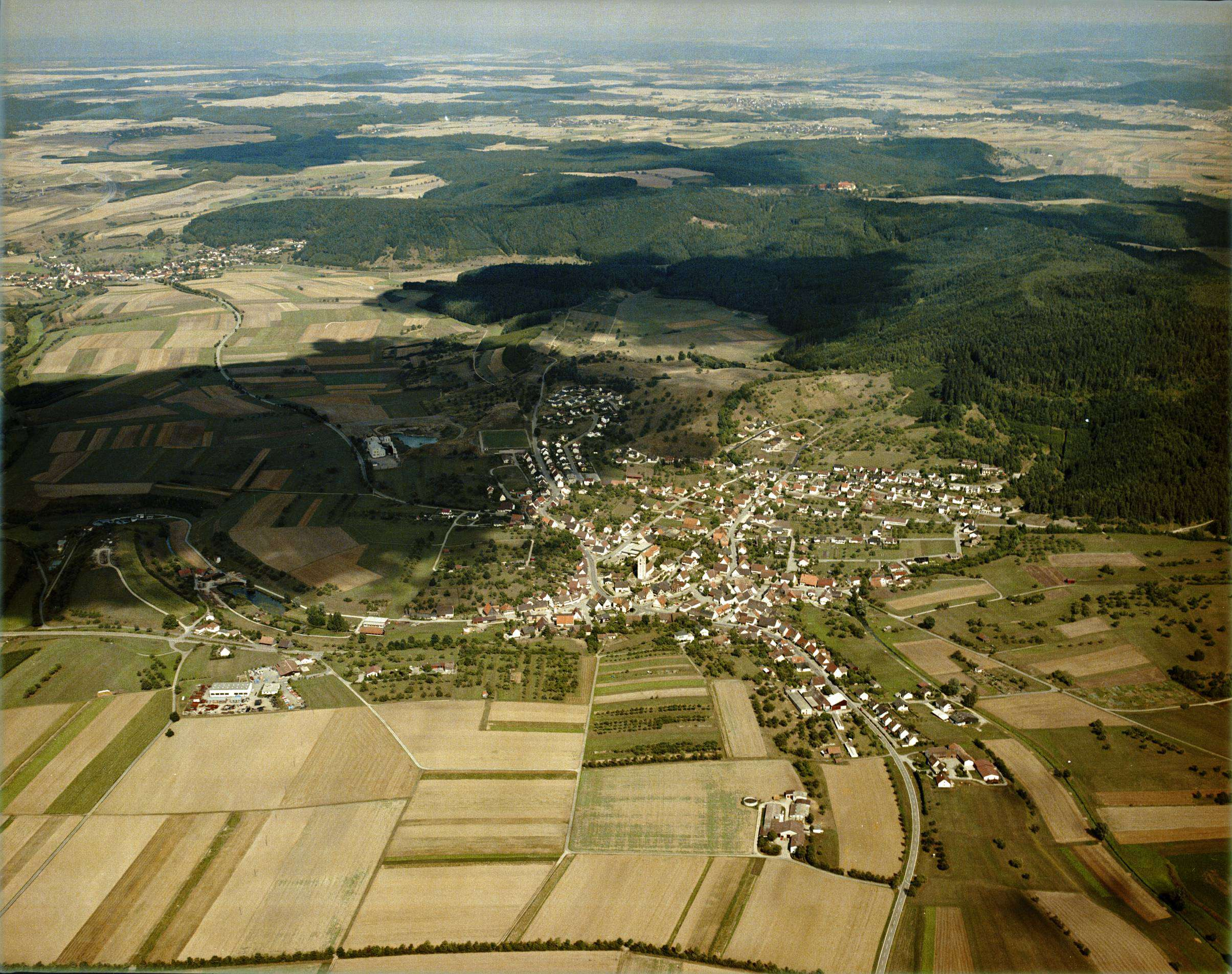
Bergfelden im Jahr 1983 Quelle: Landesarchiv Baden-Württemberg

## Religionen
Die evangelische Kirche ist die größte Kirchengemeinde. Bergfelden wurde 1534 reformiert und hat mit der 1517 fertiggestellten Remigiuskirche eine der besterhaltenen Wehrkirchen. Das 500-jährige Jubiläum für Kirche und Reformation wurden in mehreren Veranstaltungen zusammen gefeiert.
Die katholische Kirche ist mit 250 Mitgliedern die zweitgrößte Kirchengemeinde in Bergfelden; sie besitzt kein eigenes Gotteshaus.
Das Gotteshaus der Neuapostolischen Kirchengemeinde Bergfelden wurde im Juli 2019 entwidmet. Die verbliebenen Gemeindemitglieder besuchen die neuapostolischen Gottesdienste in Sulz.

## Wirtschaft und Infrastruktur

### Verkehr
Bergfelden liegt an der Autobahn A 81 (Ausfahrt Sulz 32) auf
halber Strecke zwischen Stuttgart und Bodensee.

## Öffentliche Einrichtungen

### Bildungseinrichtungen
Der Ort besitzt einen eigenen Kindergarten und eine Grundschule. Weiterführende Bildungseinrichtungen befinden sich in Vöhringen und Sulz am Neckar.

### Freizeit- und Sportanlagen
- Sporthalle (Dickeberghalle)
- Sportplatz
- Mehrere Kinderspielplätze

## Kultur und Sehenswürdigkeiten

### Bauwerke
- spätgotische Remigiuskirche, Wehrkirche mit Wehranlage an Stelle der älteren Wehrkirche mit Steinmauer (2. Hälfte 14. Jahrhundert, vermutlich eher älter. Die Datierung ist unsicher: Archivalien lassen auf die Existenz eines Sakralbaus im frühen 13. Jahrhundert schließen, archäologische und bauhistorische Beleg hierfür fehlen bisher.)
  - Wandmalereien (u. a. Wunder am Teich von Bethesda) (vermutlich 15. Jahrhundert)
  - Schlussstein mit Meisterzeichen und Initialen des Steinmetz Daniel Schürer sowie der Datierung 1517 als Abschluss von älteren Arbeiten im östlichen Teil der Kirche[3]
  - Blumenmalerei (Himmelsgarten) zwischen den Gewölberippen im Chor (spätes 16. Jahrhundert)
  - Schlusssteine mit den Brustbildern von Heiligen (Christophorus, Johannes der Täufer, Sebastian, vermutl. Remigius mit dem brennenden Turm der Kirche von Bergfelden, Muttergottes mit dem Christuskind, Steinmetzzeichen Bär)[4] Blumenmalerei (Himmelsgarten) zwischen den Gewölberippen im Chor (spätes 16. Jahrhundert)
  - Orgel des Johann Martin Jetter (1734), Orgelflügel mit der Darstellung von David und Salomo
  - mächtige Empore (1778/1779)
  - Kassettendecke (18. Jahrhundert)

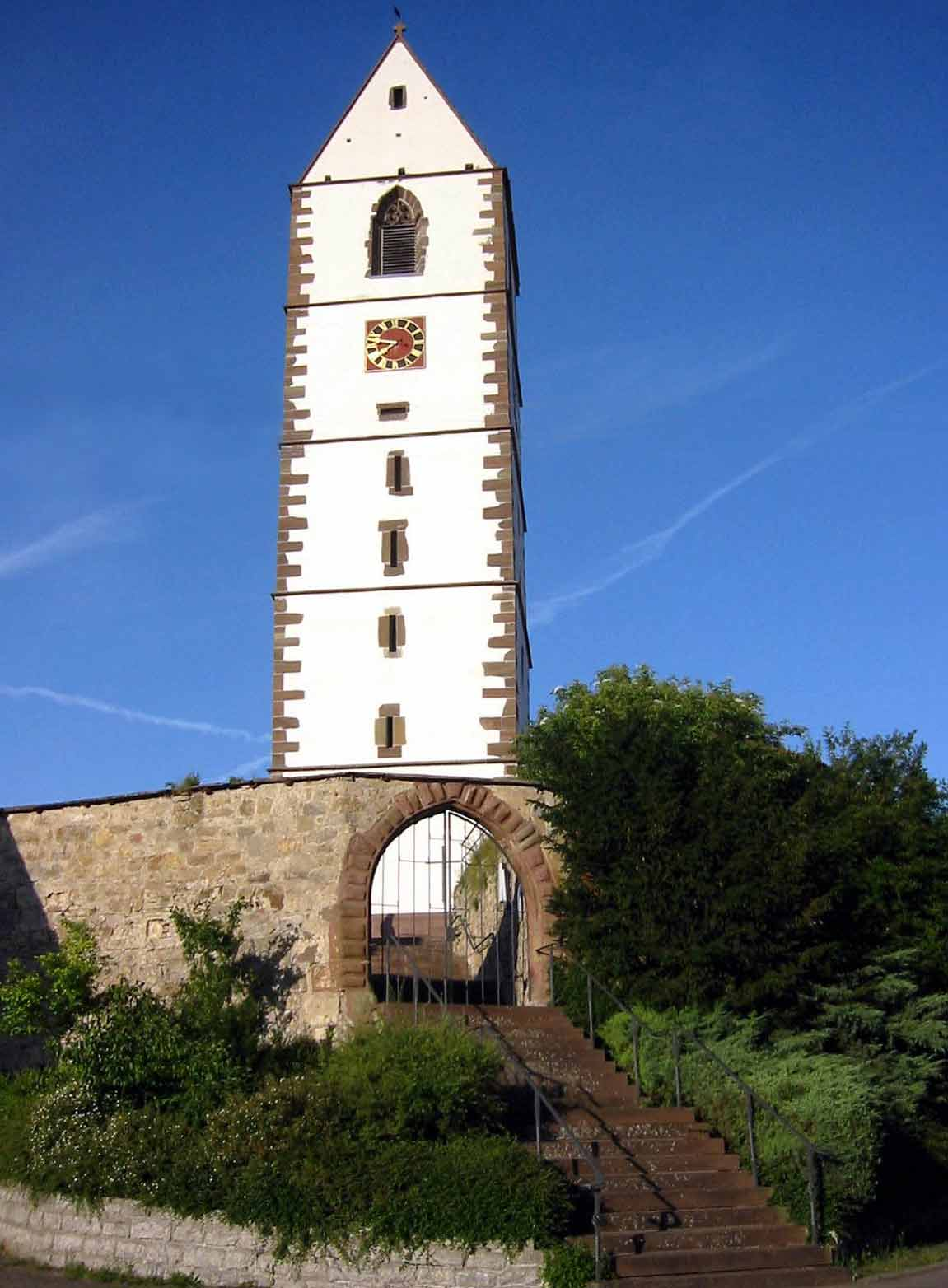
Remigiuskirche Westansicht
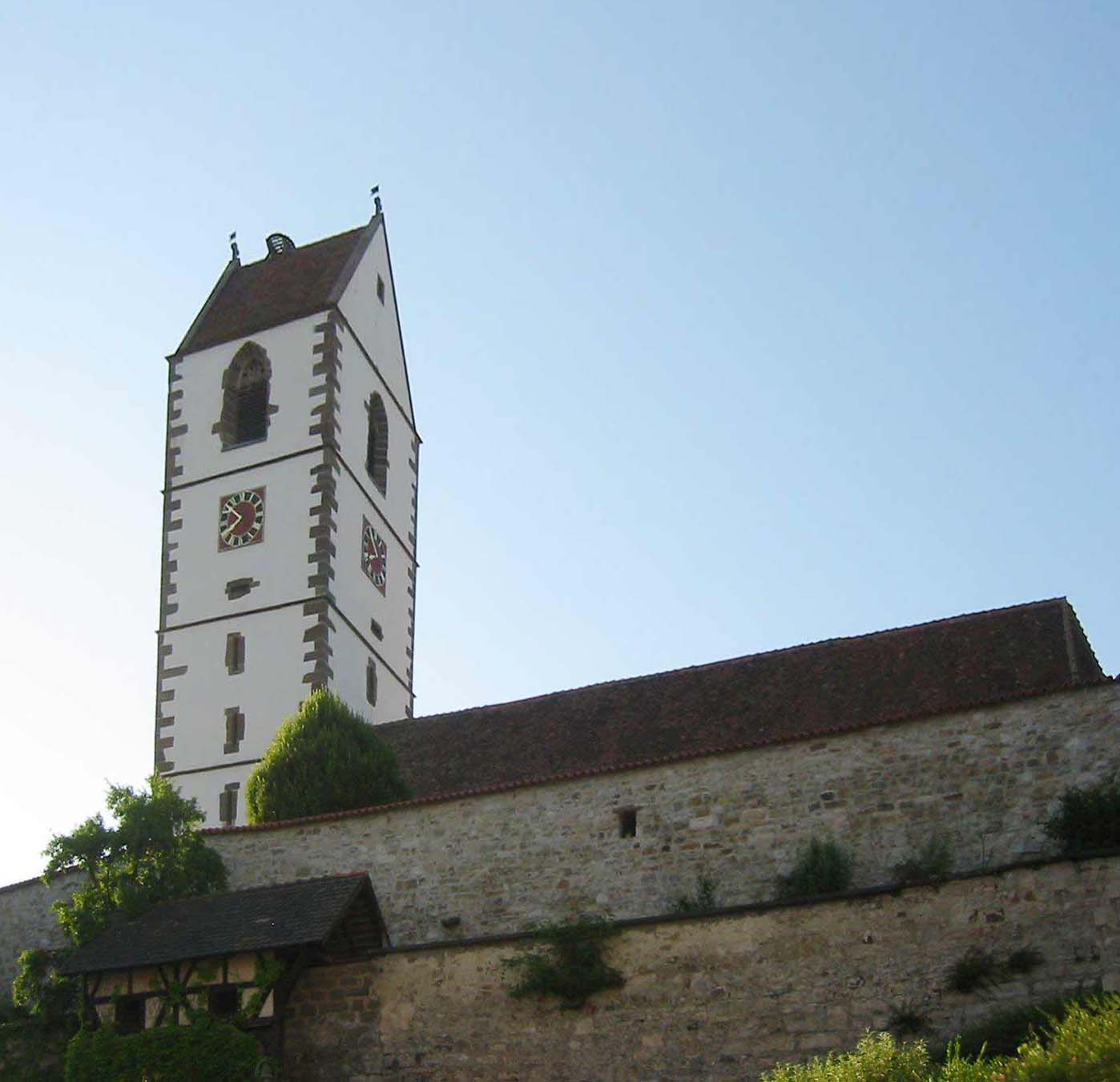
Remigiuskirche Südansicht

### Grabmal
Das Grabmal der Sagengestalt Jäkle

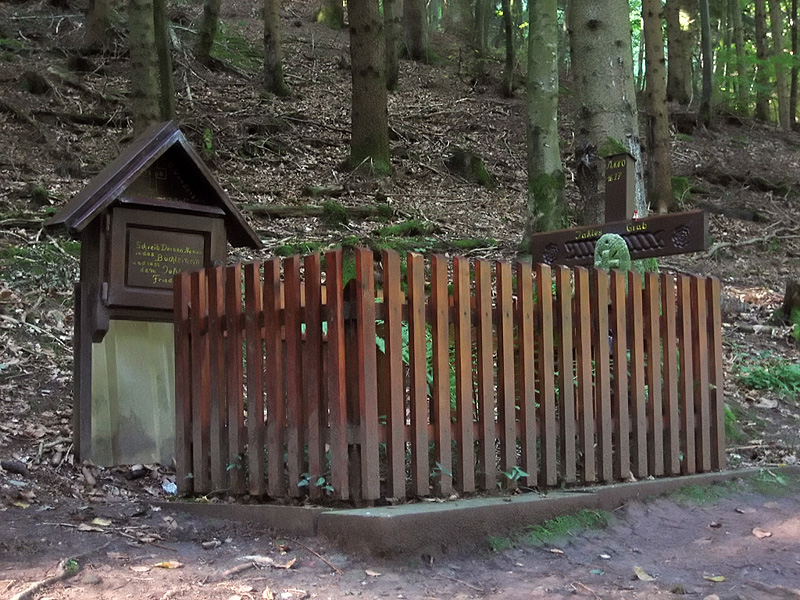
Jäkle-Grab im Jahr 2006

## DVD
- Herbert Schmid: Bergfelder Dorfleben, erstellt aus Normal8-Aufnahmen des ehemaligen Pfarrers Werner Auer, 2017, Gesamtlaufzeit 60:00 min.; Ev. Kirchengemeinde Bergfelden.